# William H. Getchell

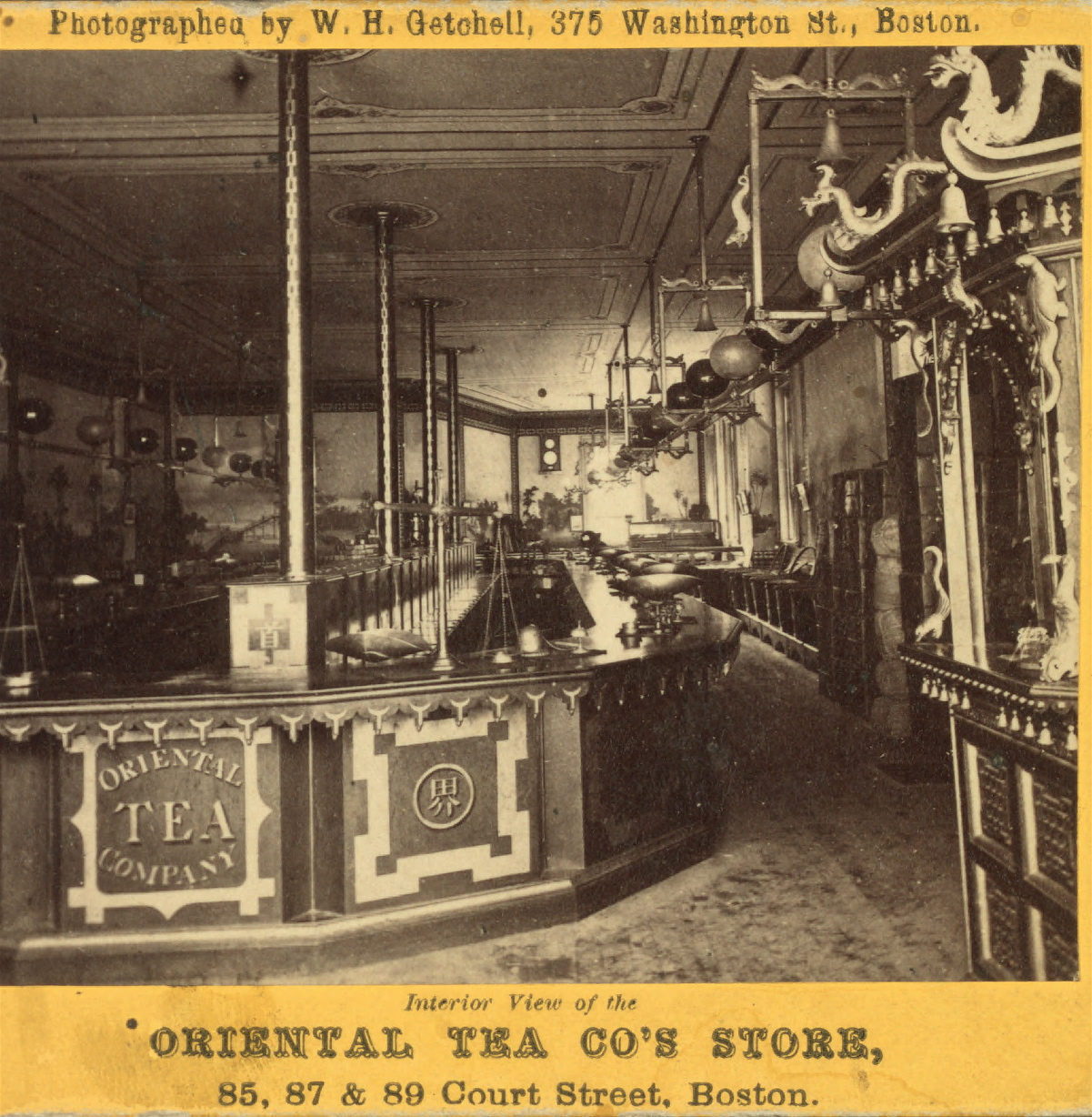
William H. Getchell: Oriental Tea Co. na Court Street, Boston

William H. Getchell (10. března 1829 Hallowell, Maine – srpen 1910, Boston) byl americký fotograf působící během 19. století v Bostonu, Massachusetts.

## Životopis
William Henry Getchell se narodil v Hallowell v Maine 10. března 1829. Nějaký čas žil jako mladý muž v Peoria v Illinois, pak se odstěhoval do Bostonu. V roce 1857 si vzal Sarah Hapgoodovou, se kterou měli jedno dítě – Fredericka Getchella (nar. 1858).
Na počátku 60. let 19. století Getchell pracoval v Bostonu s Georgem M. Silsbeem a Johnem G. Casem ve společnosti Silsbee, Case & Co. a později s Casem pod hlavičkou Case & Getchell přibližně v letech 1862–1864. Po ukončení spolupráce se osamostatnil ve svém vlastní fotografickém ateliéru, tedy přibližně od poloviny 60. let a během 70. let 19. století.
Od roku 1898 žil v Dorchesteru. Zemřel v Bostonu v srpnu 1910.

## Galerie fotografií
Case & Getchell

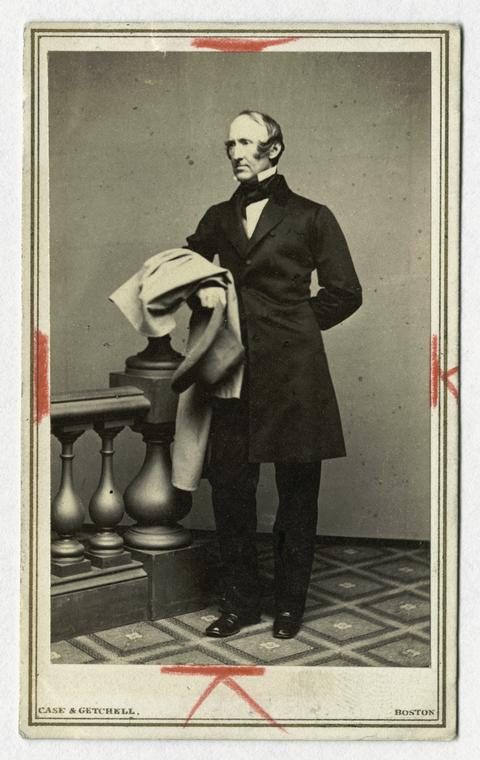
Case & Getchell: Wendell Phillips, asi 1863–1864
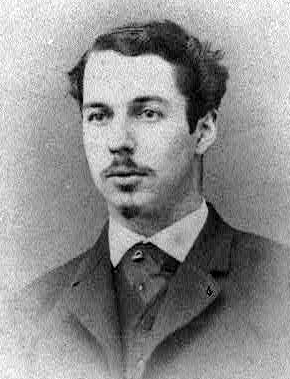
Case & Getchell: Samuel Franklin Emmons, asi 1860–1870

W. H. Getchell

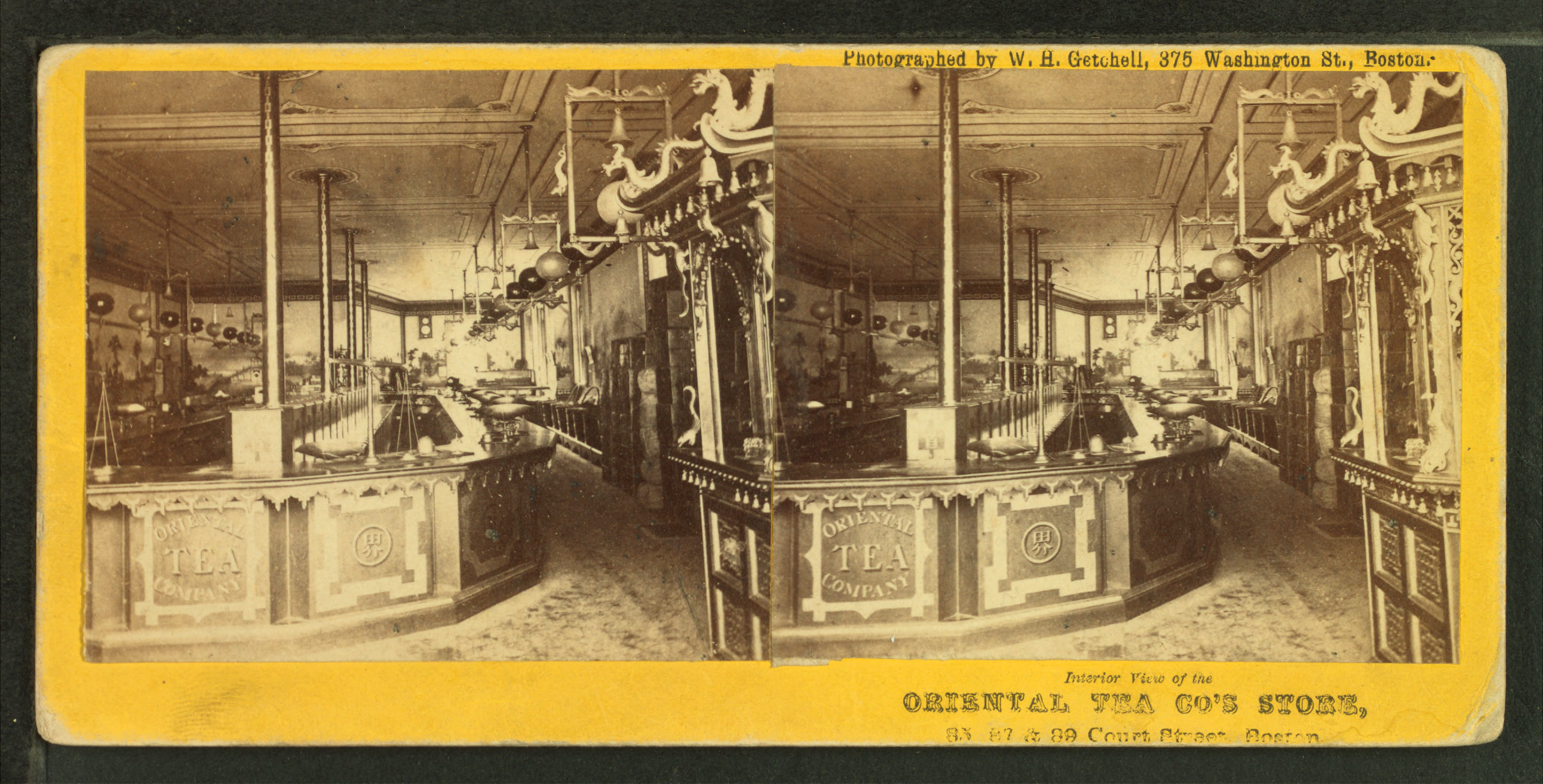
Oriental Tea Co., Court Street, Boston
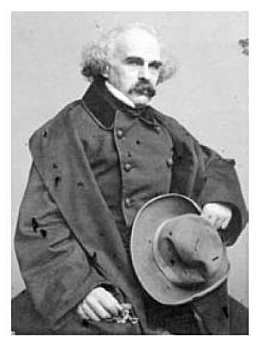
Nathaniel Hawthorne, 1861
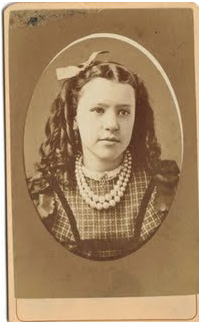
Neznámá mladá žena, asi 1870